# Steckenpferd (Schiff)
Das Frachtschiff Steckenpferd war ein Handelsschiff der DDR-Staatsreederei VEB Deutsche Seereederei Rostock (DSR). Es wurde im Ausland angekauft und mit konvertierbaren Devisen aus der durch das Radebeuler Unternehmen VEB Steckenpferd initiierten Steckenpferd-Bewegung bezahlt.

## Geschichte
Bei der Steckenpferd handelte es sich um ein 1936 gebautes Schiff. Der Stapellauf mit der Baunummer 628 fand am 21. Juli 1936 in Sunderland auf der Werft William Doxford & Sons statt. Das Schiff ging unter dem Namen Skipsea für die Reederei Sea Steamship Co. und mit dem Heimathafen Hull in Großbritannien in Fahrt. Im Jahre 1938 ging das Schiff in den Besitz von B.J. Sutherland & Co. Ltd. über und setzte seine Fahrt unter dem Namen Cromarty fort. Der neue Heimathafen war Newcastle.
Ab 1954 wurde das Schiff unter dem Namen Ostbris für das schwedische Unternehmen Rederi A/B Bris in Stockholm geführt, welche es 1958 an J. E. Manne & Co. in Göteborg weiterveräußerte.
Im selben Jahr wurde es mit finanziellen Mitteln aus der Steckenpferd-Bewegung angekauft und zunächst auf der Warnowwerft Warnemünde umgebaut und dem damaligen Stand der Technik angepasst. Am 5. Januar 1959 wurde das Schiff als Steckenpferd an die Deutsche Seereederei Rostock übergeben. 

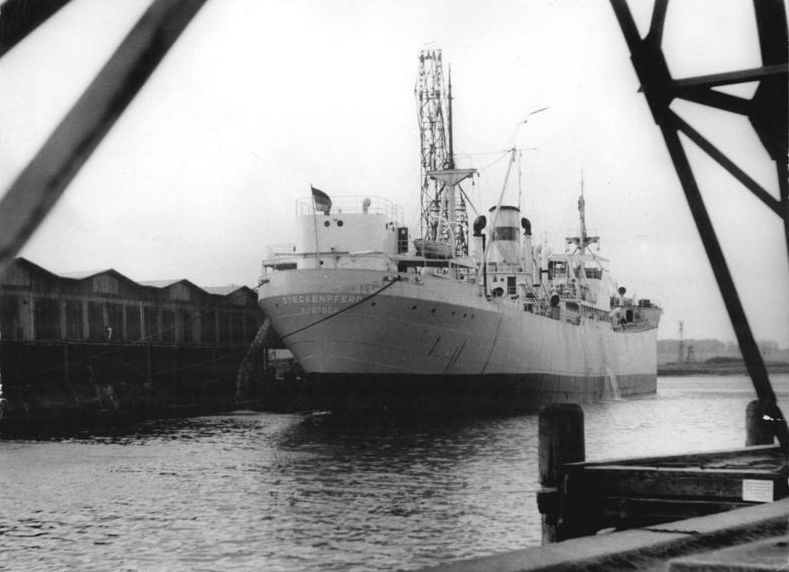
Die Steckenpferd im Wismarer Hafen

Die „feierliche Indienststellung des Flaggschiffs der Steckenpferd-Flotte“ wurde von der DEFA gefilmt und ist mit den folgenden Szenen in dem Dokumentarfilm Der Augenzeuge 1959/A 5 zu sehen: „Flotte im Hafen von Warnemünde, darunter das Flaggschiff am Kai; angetretene Mannschaft in 2 Reihen auf dem Schiff; Heinrich Rau (Minister für Außen- und Innerdeutschen Handel der DDR) auf Rednertribüne; Übergabe des Schiffes an den Kapitän Walter Jenß; 2 Matrosen ziehen einen Wimpel mit der Inschrift „DSR“ auf; salutierender Kapitän; Heinrich Rau betritt das Flaggschiff; Steuerraum des Schiffes; sich drehende Antenne; Masten auf dem Schiff; Blick durch den Rettungsring“.
Nachdem sie überwiegend im Levanteverkehr eingesetzt war, wurde die Steckenpferd am 20. Februar 1968  aus der Flottenliste der Deutschen Seereederei gestrichen und verkauft. Anschließend wurde der Frachter noch bis zum Juni 1973 als Pelopidas 2 unter zyprischer Flagge mit dem Heimathafen Famagusta eingesetzt. Eigentümer war in dieser Zeit die Mgrs. Alassia Steamship Co. Ltd. in London. 1973 ging das Schiff zum Abwracken nach Kaohsiung (Taiwan).

## Weitere Schiffe derSteckenpferd-Bewegung
- Frachtschiff Kap Arkona (Übergabedatum an die DSR: 12. November 1958)
- Frachtschiff Stubbenkammer (17. Dezember 1958)
- Frachtschiff Stoltera (26. Februar 1959)
- Tankschiff Rositz (28. März 1960)
- Tankschiff Schwarzheide (30. April 1960)
- Tankschiff Lützkendorf (17. Juni 1960)

## Bilder

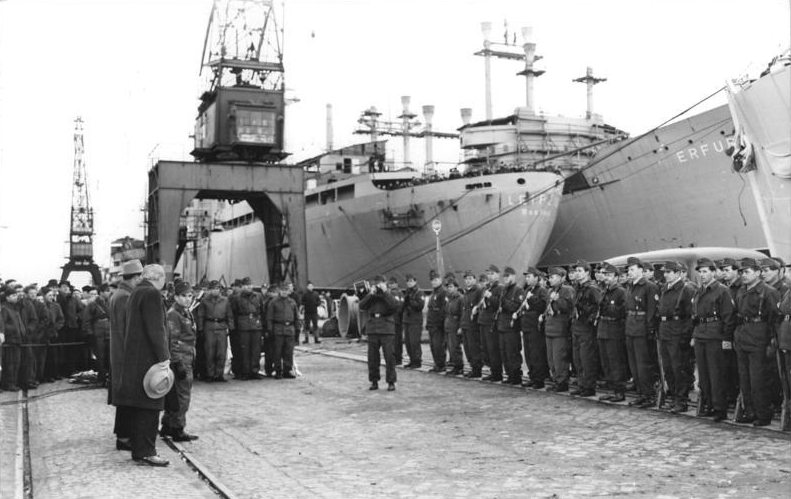
10.000 Tonnen-Frachter Steckenpferd seiner Bestimmung übergeben. (ganz rechts im Bild der Bug des Schiffes)
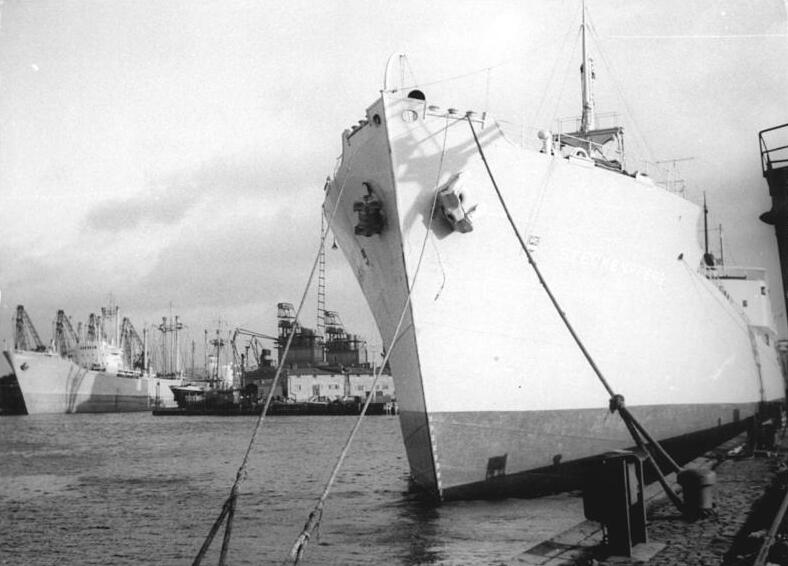
Steckenpferd